# Gaston Musemena
Gaston Musemena est un homme politique congolais, député du territoire d'Ubundu (Province orientale) depuis 2006. Il est ministre de l'Enseignement primaire, secondaire et professionnel (EPSP) de 2016 à 2019.

## Biographie
De son nom complet Gaston Musemena Bongala, il est originaire de la province orientale.
Il a longtemps travaillé en tant que fonctionnaire d'État, notamment au sein de la Présidence de la République.
Membre du Parti du peuple pour la reconstruction et la démocratie (PPRD), il est élu député du territoire d'Ubundu (Province orientale) lors des élections législatives de 2006, puis est réélu lors des élections de 2011. 
Le 19 décembre 2016, il est nommé ministre de l'Enseignement primaire, secondaire et professionnel (EPSP) dans le gouvernement de Samy Badibanga. La passation de pouvoir avec Maker Mwangu se déroule le 23 décembre. Il est reconduit dans ses fonctions le 9 mai 2017 au sein du gouvernement de Bruno Tshibala.
En août 2018, il se déclare candidat à sa propre succession en tant que député d'Ubundu lors des élections législatives de décembre 2018. Durant l'élection présidentielle se déroulant en parallèle, il soutient Emmanuel Ramazani Shadary, candidat choisit par le président sortant Joseph Kabila, dont il salue la « compétence » au ministère de l'Intérieur, notamment dans la gestion de dossiers sensibles. 
Réélu député, il est frappé d'incompatibilité comme plusieurs ministres du gouvernement Tshibala, et démissionne du gouvernement pour ne pas cumuler ses fonctions. Il est remplacé au ministère de l'EPSP le 5 mars 2019 par Emery Okundji.